# Gai Sosi
Gai Sosi (llatí: Gaius Sosius) va ser un magistrat romà del segle i aC.
Era qüestor de Marc Emili Lèpid, que va ser cònsol l'any 66 aC. El 49 aC, als inicis de la Segona guerra civil, era pretor i com altres magistrats d'aquell any era partidari de Gneu Pompeu Magne, però no va fugir com altres per creuar amb Pompeu a Brundisium, i va anar a Roma juntament amb Rutili Llop a unir-se a Juli Cèsar.
A la mort de Cèsar (44 aC) va seguir la sort de Marc Antoni al que va acompanyar a Orient. Marc Antoni el va nomenar governador de Síria i Cilícia el 38 aC en el lloc de Publi Ventidi Bas. Va fer diverses operacions militars amb èxit i, a petició d'Antoni, va donar suport a Herodes el Gran en contra d'Antígon. També va obtenir la possessió d'Arados a la costa de Fenícia cap al final del 38 aC.
L'any següent, el 37 aC va marxar cap a Jerusalem i va ocupar la ciutat junt amb Herodes al que va posar al tron. Va deixar el govern el 35 aC. El 34 aC va obtenir els honors del triomf (una petició feta al senat per Marc Antoni) i el consolat junt amb Gneu Domici Ahenobarb l'any 32 aC. En aquest any va esclatar la guerra entre Octavi (August) i Marc Antoni. Sosi va defensar la causa del seu patró al senat en un moment que Octavi era absent però quan va tornar a Roma va considerar necessari abandonar Itàlia i es va reunir amb Antoni.
L'any 31 aC va dirigir un esquadró de la flota d'Antoni i va derrotar a un esquadró enemic dirigit per Luci Arrunci, però quan el va perseguir es va trobar amb la resta de la flota enemiga dirigida per Marc Vipsani Agripa, que el va derrotar; en aquesta batalla va morir Tarcodimot (Tarcodimotus) rei de Cilícia, aliat de Sosi, el qual va poder fugir. A la decisiva batalla d'Àccium dirigia l'ala esquerra; al final de la batalla va fugir, però finalment fou descobert al seu amagatall; August el va perdonar per intercessió d'Arrunci.